# UPN
United Paramount Network (UPN) је била телевизијска мрежа у Сједињеним Америчким Државама, која је свој програм емитовала 11. година, у периоду од 1995. до 2006. године. Први власник ове телевизије био је конзорцијум који су чинили Viacom/Paramount и Chris-Craft Industries. Касније је ову телевизију купила ЦБС Корпорација. Телевизија UPN је свој програм почела да емитује 16. јануара 1995. године, а последњи дан емитовања био је 15. септембар 2006. када је ова телевизија формално престала да постоји. Тада је телевизија UPN заједно са телевизијском мрежом , формирала нову телевизијску мрежу која је добила име .